# Hlazenec
Hlazenec (Cuphea) je rod rostlin z čeledi kyprejovité. Jsou to byliny a nízké keře se vstřícnými či přeslenitými jednoduchými listy. Květy jsou dvoustranně souměrné, s nápadnou kališní trubkou. Rod zahrnuje asi 260 druhů a je rozšířen v tropické a subtropické Americe od jihovýchodních oblastí USA po Argentinu. Některé druhy zdomácněly i v jiných oblastech tropů. Hlazence jsou pěstovány jako okrasné rostliny, mají význam i v medicíně a jako zdroj technického oleje. V České republice se jako letnička pěstuje zejména hlazenec yzopolistý.

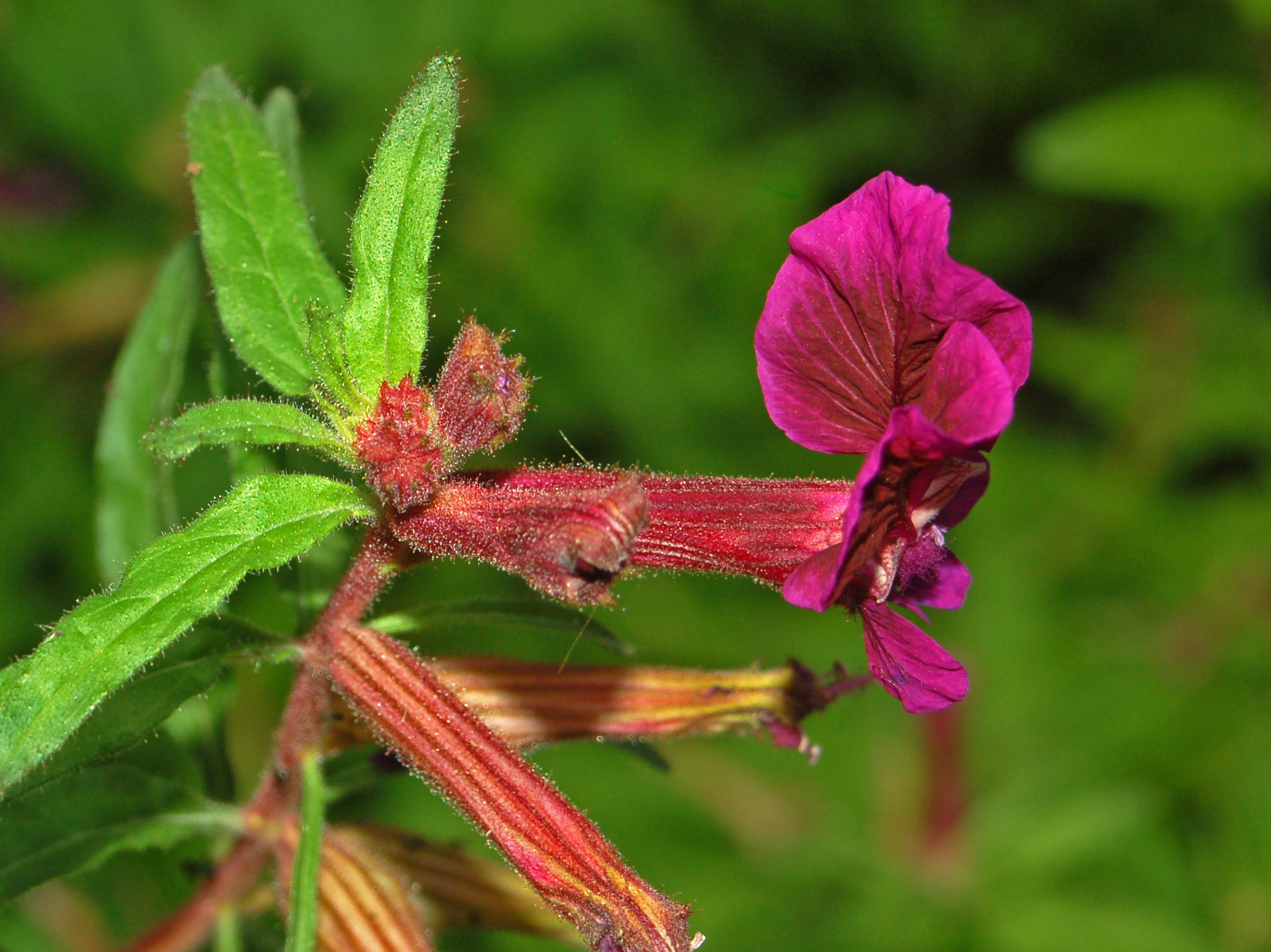
Detail květu hlazence Cuphea lanceolata

## Popis
Hlazence jsou jednoleté nebo vytrvalé byliny nebo nízké keře. Odění se zpravidla skládá z vícebuněčných, žláznatých nebo vidličnatých chlupů, výjimečně jsou lysé. Listy jsou přisedlé nebo řapíkaté, zpravidla vstřícné a křižmostojné nebo přeslenité, vzácně částečně střídavé. Palisty jsou přítomny v podobě několika štětin při bázi řapíku. Květy jsou jednotlivé, úžlabní, nebo v jednoduchých či složených hroznech či vrcholících. Květy jsou dvoustranně souměrné, stopkaté. Kalich je trubkovitý, dvanáctižilný, zploštělý, na bázi tupý nebo ostruhatý a v ústí často zúžený. U některých druhů je kališní trubka nápadně zbarvená. Kališní trubka je uvnitř většinou chlupatá a je zakončena 6 cípy. Koruna je růžová nebo fialová, řidčeji bílá nebo žlutá, složená nejčastěji ze 6, řidčeji z menšího počtu (2 nebo 4) plátků. Horní pár korunních lístků je zpravidla odlišného tvaru a velikosti než ostatní. Výjimečně koruna chybí. Tyčinek je nejčastěji 11, výjimečně jen 6 nebo 9, a jsou přirostlé ke kališní trubce. Semeník je přisedlý, srostlý ze 2 plodolistů a nedokonale předělený na 2 komůrky, z nichž každá obsahuje několik až mnoho vajíček. Semeník postupně přechází v čnělku zakončenou nezřetelnou bliznou. Čnělka je zanořená nebo až dlouze vyčnívající z květu. Plodem je tenkostěnná, vejčitá nebo podlouhlá tobolka obalená vytrvalým kalichem. Obsahuje zpravidla mnoho semen. Semena jsou drobná, vejcovitá až okrouhlá, někdy tence křídlatá.

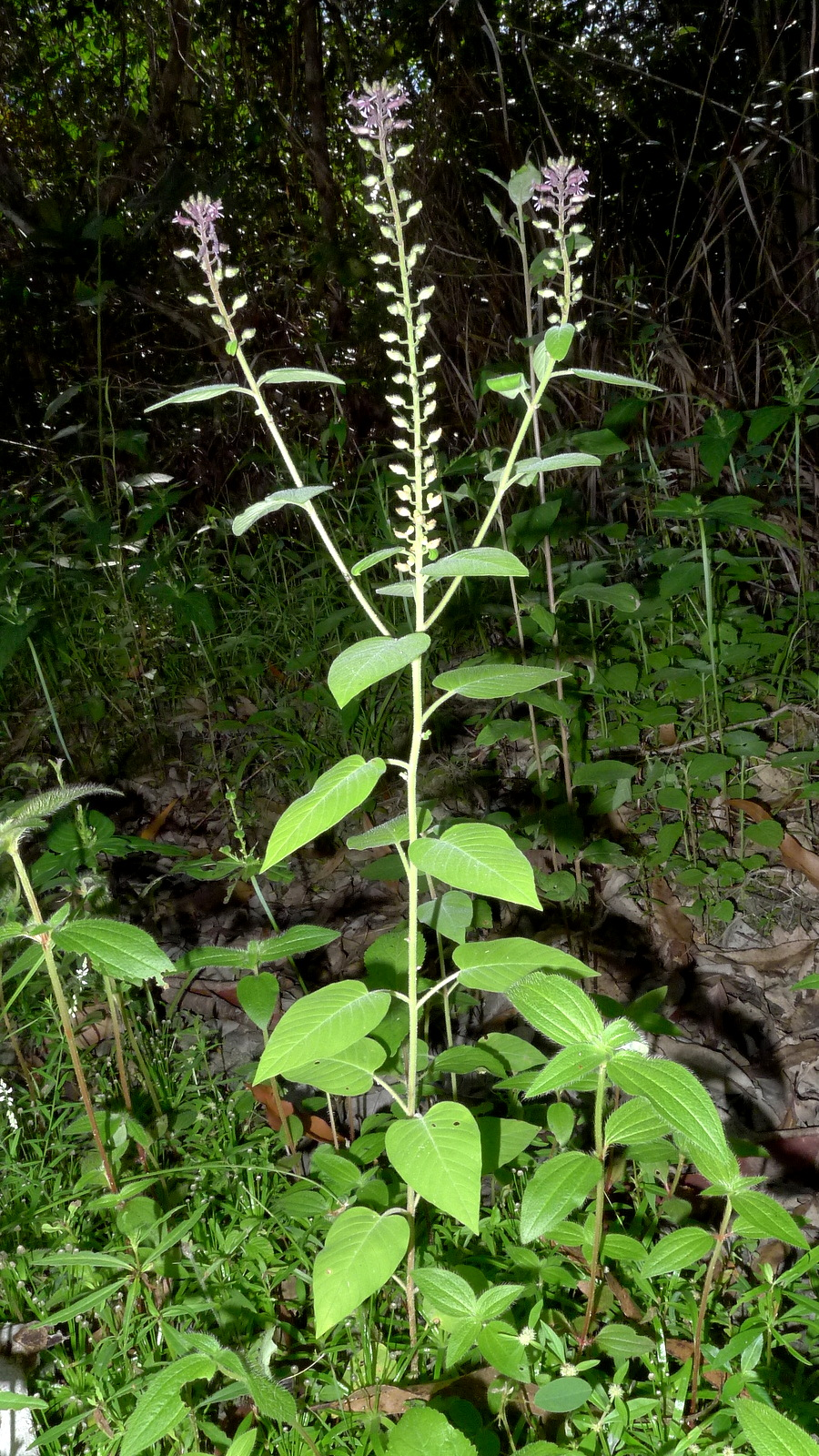
Hroznovité květenství Cuphea circaeoides
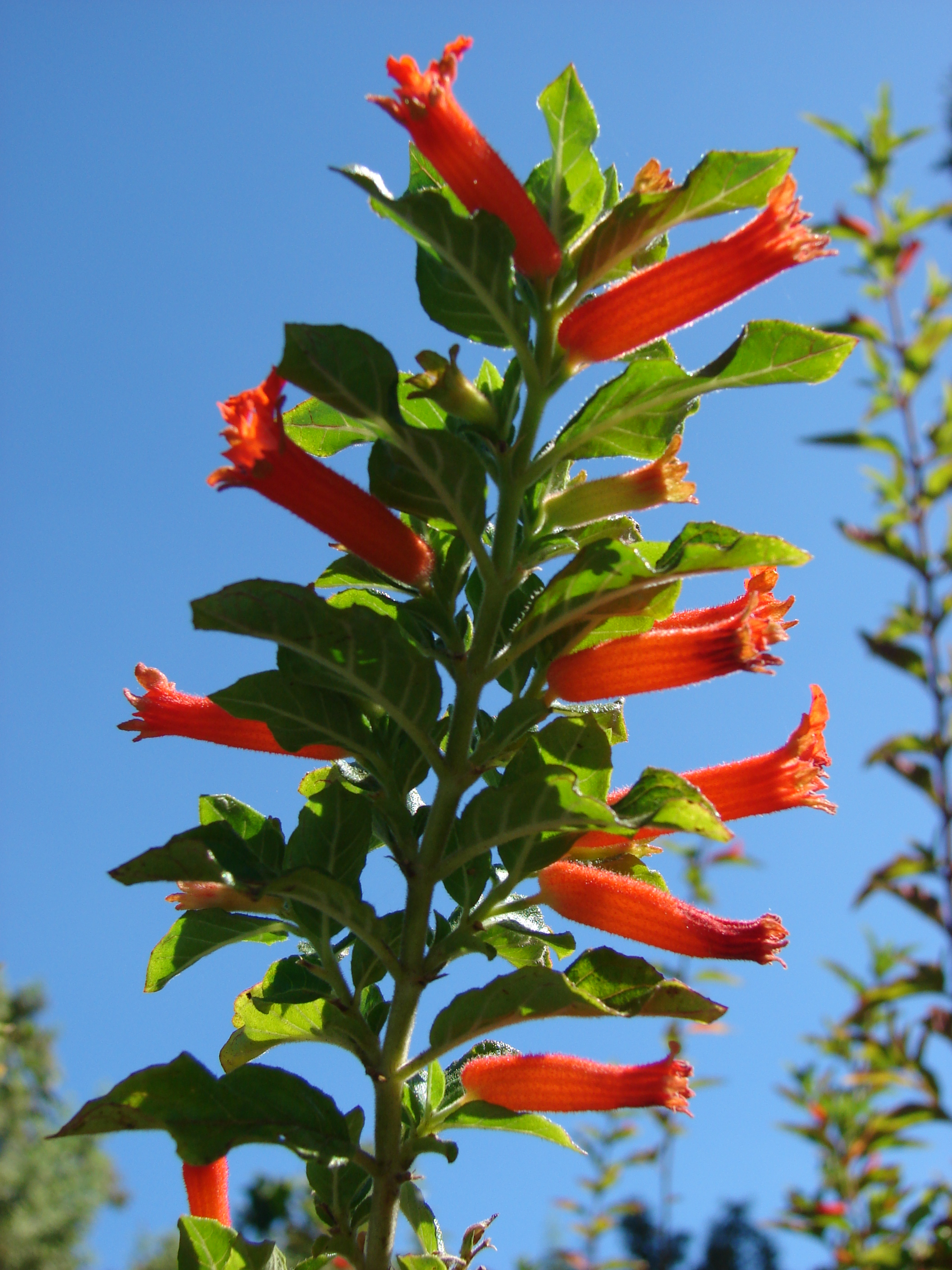
Květenství Cuphea salvadorensis
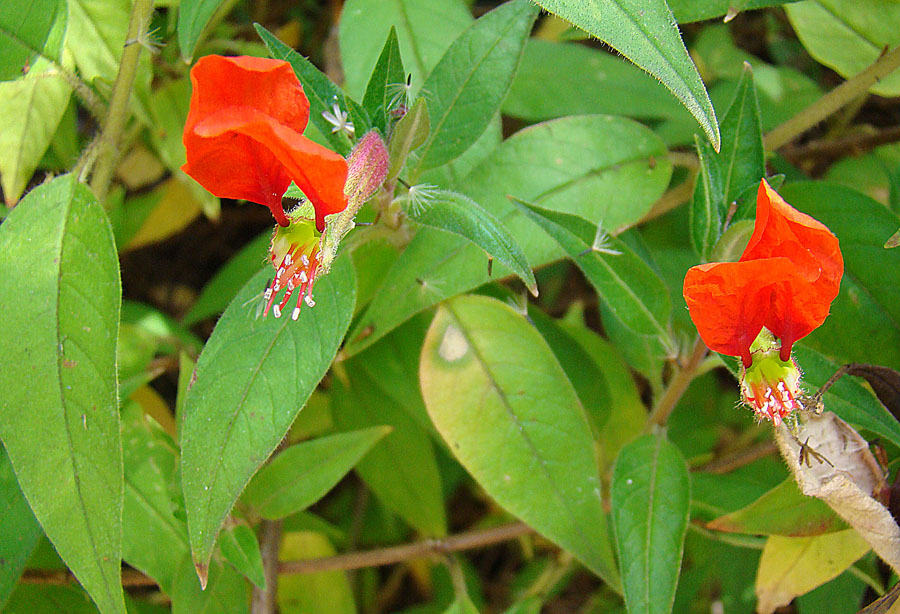
Zajímavé květy Cuphea nudicostata
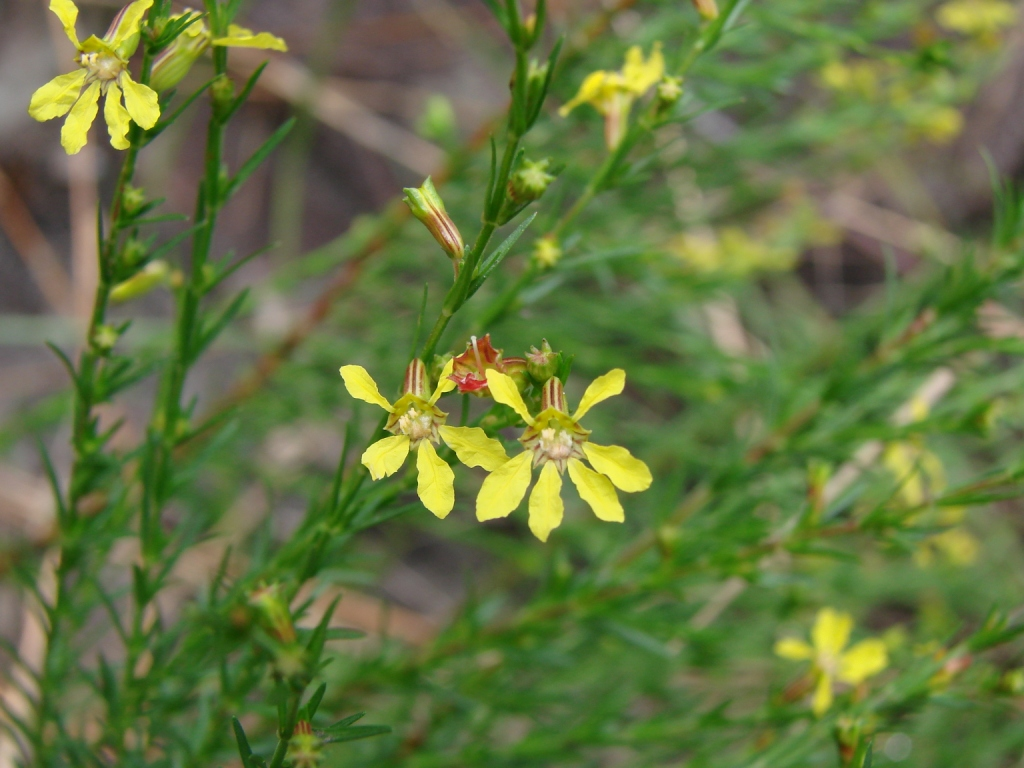
Žluté květy Cuphea xanthopetala

## Rozšíření
Rod hlazenec zahrnuje asi 260 druhů. Je to největší rod čeledi kyprejovité. Je rozšířen v tropické a subtropické Americe od USA po Argentinu a na Karibských ostrovech. Rod má 2 centra druhové diverzity. Za primární centrum je považována východní Brazílie, zatímco oblast západního a jižního Mexika je považována za druhotné centrum, vzniklé přenosem jednoho či několika jihoamerických druhů a následnou speciací.
Z USA jsou uváděny 4 původní druhy. C. viscosissima se vyskytuje v jihovýchodních oblastech USA, C. strigulosa a C. aspera pouze na Floridě a C. wrightii v Arizoně a Novém Mexiku. Některé další druhy byly zavlečeny a v nejjižnějších oblastech USA zdomácněly.
Většina druhů roste na otevřených, středně vlhkých až podmáčených stanovištích. Zpravidla se jedná o endemity s úzce vyhraněnými ekologickými nároky. Často obývají speciální stanoviště, jako jsou písčité savany, vápencové výchozy, mokřiny nebo oblasti s periodickými požáry. Menší počet druhů obývá narušené a degradované půdy a mají rozsáhlý areál výskytu, zejména C. carthagenensis a C. strigulosa. Některé z těchto druhů se staly plevely či invazními rostlinami a rozšířily se i na jiné kontinenty.

## Ekologické interakce

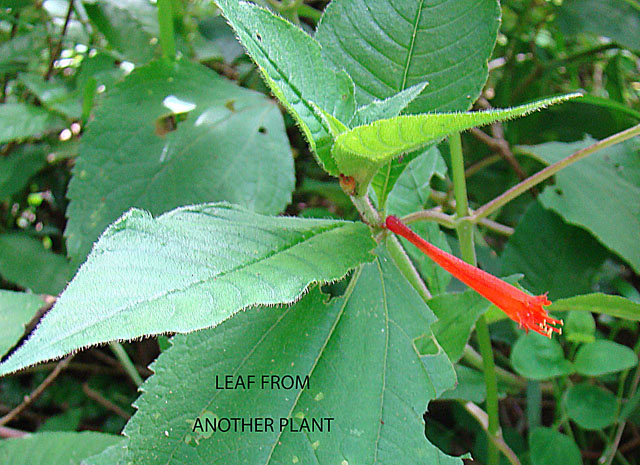
Dlouze trubkovitý květ Cuphea appendiculata, opylovaný kolibříky

Květy druhů s dlouhou, nápadně (zejména červeně) zbarvenou květní trubkou jsou specializovány na opylování kolibříky, případně velkými druhy včel. Bylo zjištěno, že tento typ květů se vyvinul vícekrát nezávisle z původně drobných květů se zelenou trubkou, opylovaných širším spektrem hmyzích opylovačů. U některých druhů (např. C. ignea, C. pulchra) přebrala nápadně zbarvená kališní trubka funkci koruny do té míry, že koruna zcela chybí.
Tobolky hlazenců za zralosti pukají i s vytrvalou kališní trubkou a vystavují semena k jejich dalšímu šíření. Semena mají na povrchu osemení spirální sliznaté chlupy, které napomáhají přichycení semen. Tato struktura je s výjimkou několika blízce příbuzných rodů v rostlinné říši zcela ojedinělá.

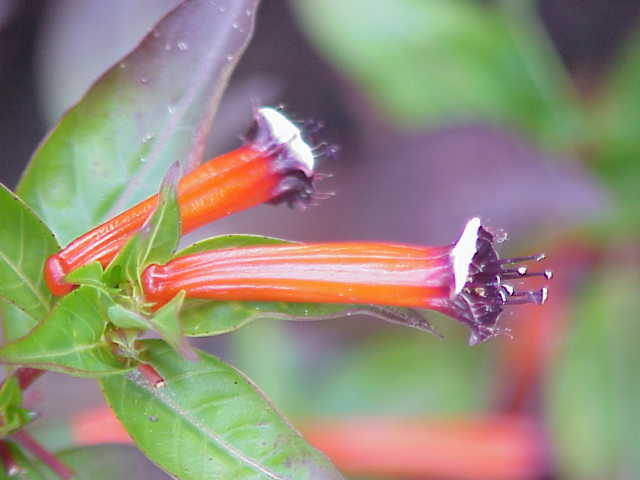
Bezkorunný květ Cuphea ignea
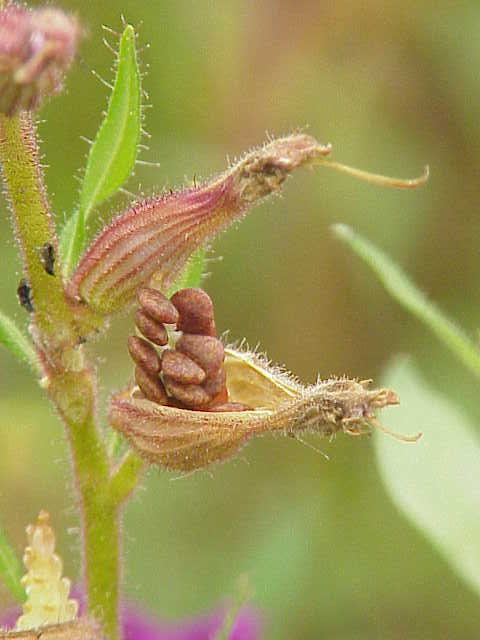
Puklá tobolka hlazence yzopolistého s vystavenými semeny

## Taxonomie
Rod Cuphea je tradičně členěn na 2 podrody (Cuphea a Bracteolataes) a 13 sekcí, toto členění však čeká na revizi. Při fylogenetických studiích byl rod shledán monofyletickým. Nejblíže příbuzným rodem je Pleurophora.

## Obsahové látky
Mezi obsahové látky zjištěné v různých druzích hlazenců náležejí zejména třísloviny, flavonoidy, triterpenické sloučeniny, steroidy, aromatické kyseliny a nenasycené mastné kyseliny.

## Zástupci
- hlazenec ohnivý (Cuphea ignea)
- hlazenec yzopolistý (Cuphea hyssopifolia)

## Význam
Některé druhy hlazenců jsou pěstovány jako okrasné rostliny. Mezi běžněji pěstované náleží zejména hlazenec yzopolistý (Cuphea hyssopifolia), hlazenec ohnivý (C. ignea) a druhy C. llavea, C. micropetala a C. lanceolata. V mírném pásu se pěstují zpravidla jako letničky.

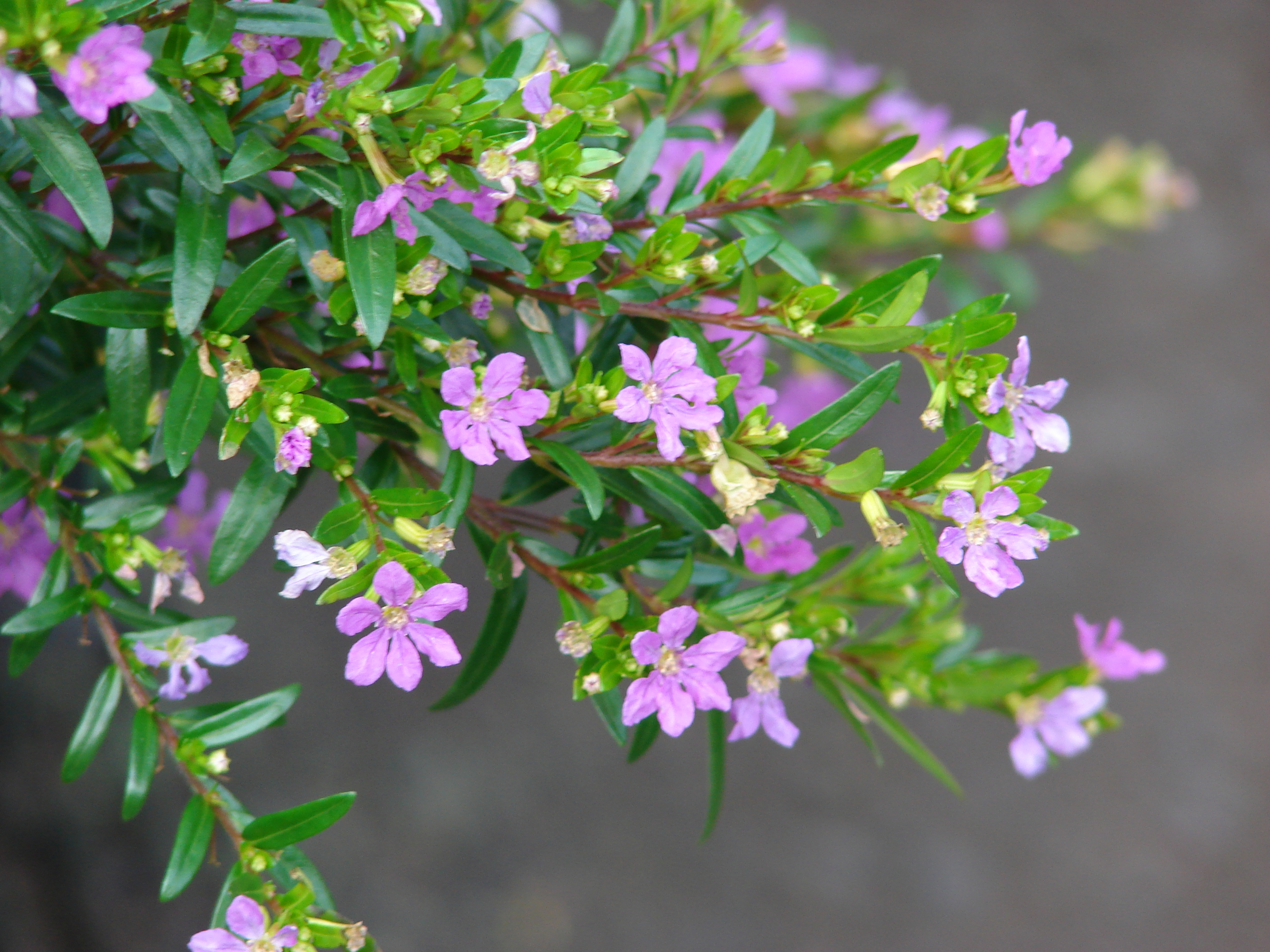
Hlazenec yzopolistý
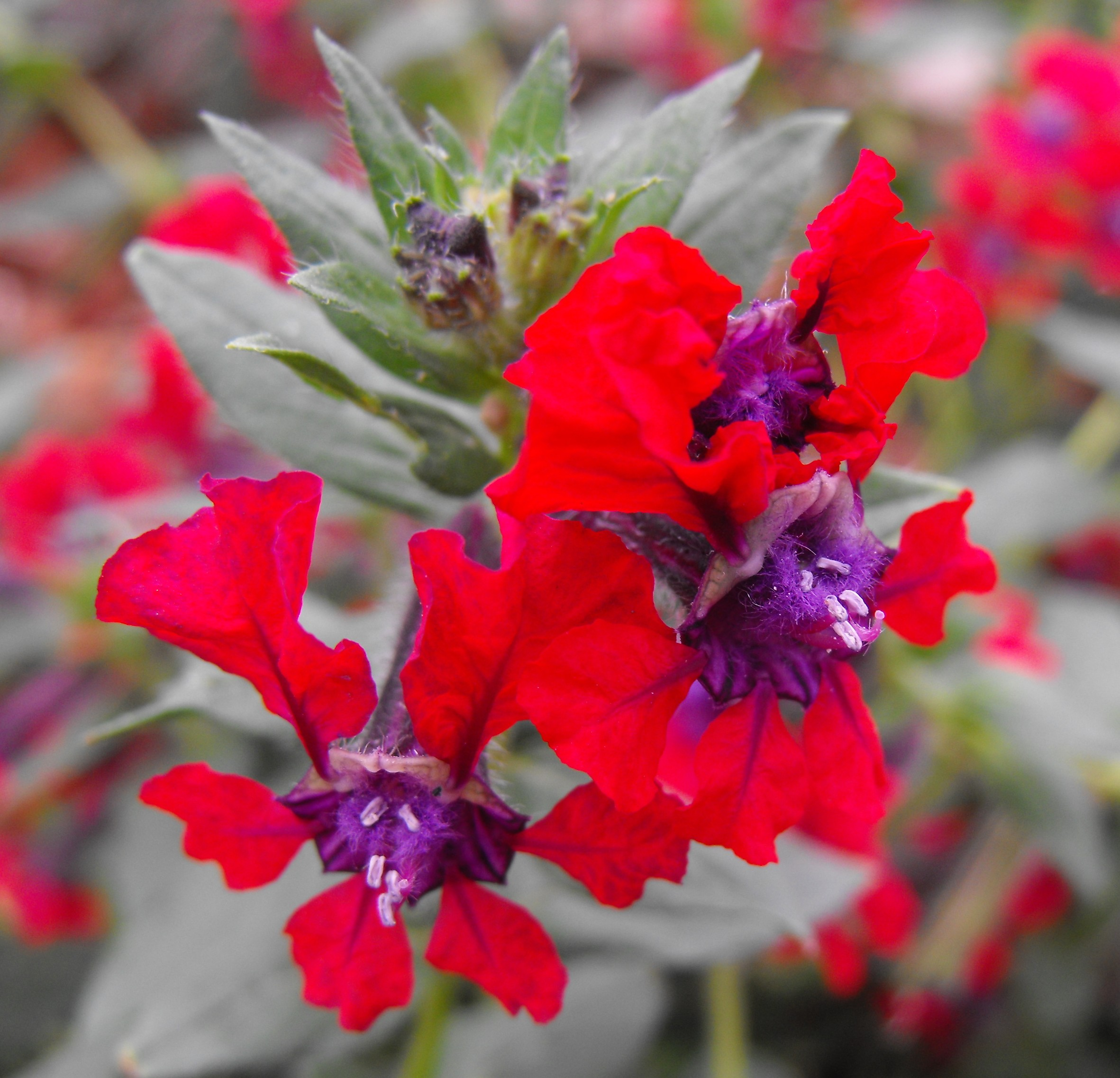
Květy hlazence ohnivého

Četné druhy hlazenců jsou využívány v místní tradiční medicíně. Široké použití mají zejména druhy C. carthagenesis a C. glutinosa. Nať C. aequipetala je používána při léčbě rakoviny a při trávicích potížích, C. asperta a C. calophylla při vysokém tlaku, C. epilobifolia při revmatismu, C. racemosa při infekcích močových cest, C. strigulosa při různých kožních chorobách. Medicínskými studiemi byly mimo jiné prokázány cytostatické a antimikrobiální účinky některých druhů.
Olej ze semen některých hlazenců je ceněný zejména při výrobě mýdla, kosmetických přípravků a technických lubrikantů. Jako olejnina je pěstován zejména kříženec Cuphea lanceolata f. silenoides a C. viscosissima, známý po označením PSR23. Byl zaveden do kultury v roce 2004. Je možno jej jako jednoletou plodinu pěstovat i v mírném pásu a představuje alternativu k jediným dosavadním rostlinným zdrojům nasycených mastných kyselin se středně dlouhým řetězcem (MCFA), kterými jsou kokosová a olejná palma.
Jednoletý druh Cuphea carthagenensis zdomácněl v tropech téměř celého světa a v některých oblastech (např. na Floridě, na Havaji a v tropické Asii) náleží mezi obtížné invazní rostliny. Obsazuje zejména obdělávané a narušené půdy, místy však proniká i do řidších porostů přirozené vegetace. V Indonésii je řazen mezi 10 nejobtížnějších plevelů.